# Vatulele
Vatulele is een eiland in de Viti Levugroep in Fiji. Het is 31,6 km² groot en ligt 30 kilometer ten zuiden van Viti Levu. Het hoogste punt meet 34 meter.
Op het eiland liggen vier dorpen, Ekubu, Taunovo, Lomanikaya en Bouwaqa. De belangrijkste bestaansbronnen zijn de teelt van kokosnoten en taro.